# 王齊樂
王齊樂，MH，書法家、教育工作者，1949年於羅富國教育學院（今香港教育大學，教育學院前身）畢業。現為香港蘭亭學會會長、樂天書法學會會長，並於香港大學專業進修學院任兼職講師，亦曾出任教育署督學、官校校長和官立成人夜中學校長等公職。1992年獲選為「香港優秀教育工作者」；2000年獲香港教師會頒授「金鐸獎」；2011年獲香港大學專業進修學院授予「客座教授」榮銜。

## 獎項
- 1993年  獲選為「香港優秀教育工作者」
- 2000年  獲香港教師會頒授「金鐸獎」
- 2001年  獲香港大學專業進修學院頒授「傑出導師獎」
- 2011年  獲香港大學專業進修學院授予「客座教授」榮銜。